# Alaskaköpet

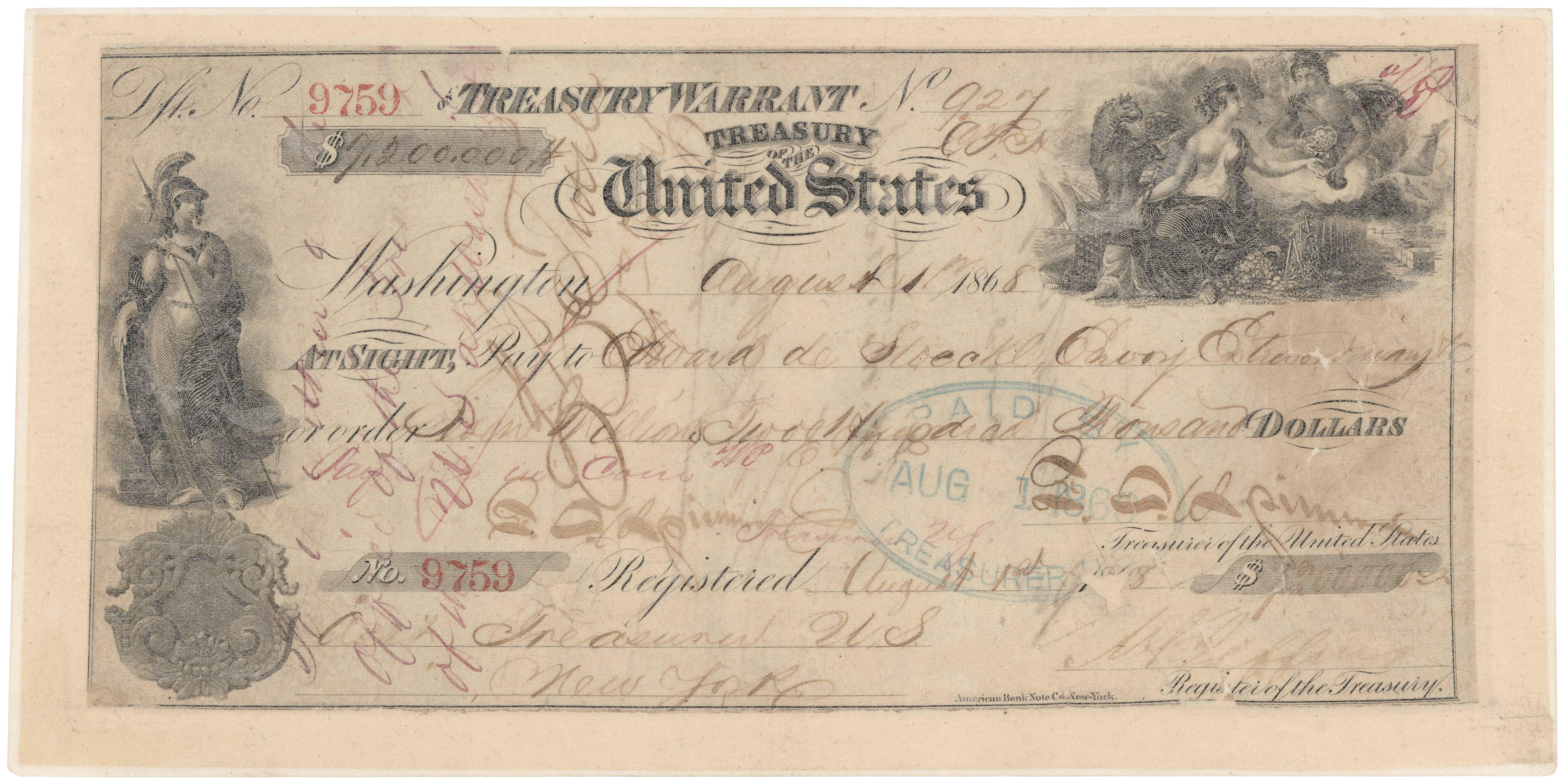
Checken som användes för att köpa Alaska, värd 7,2 miljoner US-dollar.

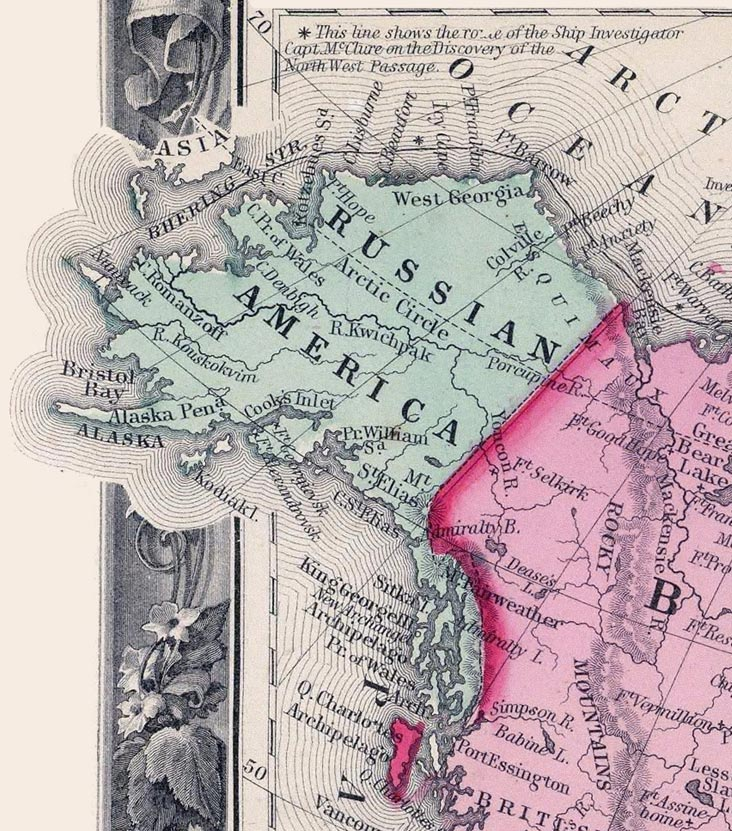
Alaska innan köpet, betecknad som Ryska amerika på denna karta.

Alaskaköpet (engelska: Alaska Purchase) var när USA 1867 förvärvade Alaska (dåvarande Ryska Amerika) från Ryssland. Köpet ägde rum på order av USA:s dåvarande utrikesminister William Seward. Arean av det köpta territoriet var cirka 1,5 miljoner km²
Ryssland hade ekonomiska problem och fruktade en förlust av Alaska-territoriet utan att få något för det i en framtida konflikt, särskilt till sina rivaler britterna, vilkas flotta lätt kunde besätta den svårförsvarade regionen. Därför bestämde tsar Alexander II av Ryssland att sälja territoriet till USA och instruerade minister baron Eduard de Stoeckl att inleda förhandlingar med Seward i början av mars 1867.
Förhandlingarna avslutades med en nattmangling som resulterade i signerandet av fördraget klockan fyra på morgonen den 30 mars, med köpesumman satt till 7,2 miljoner USA-dollar (4 dollar per kvadratkilometer) (motsvarande 1,67 miljarder USA-dollar 2006). Den allmänna opinionen i USA var huvudsakligen negativ och klagomålen var många men Seward och andra amerikaner som stödde köpet tänkte sig att Alaska skulle bli ett centrum för en för USA  framtida lönsam handel med Asien.
Vid köpet drogs den nya statsgränsen mellan USA och Ryssland rakt genom Diomedeöarna.

## Synpunkt från Washington, DC

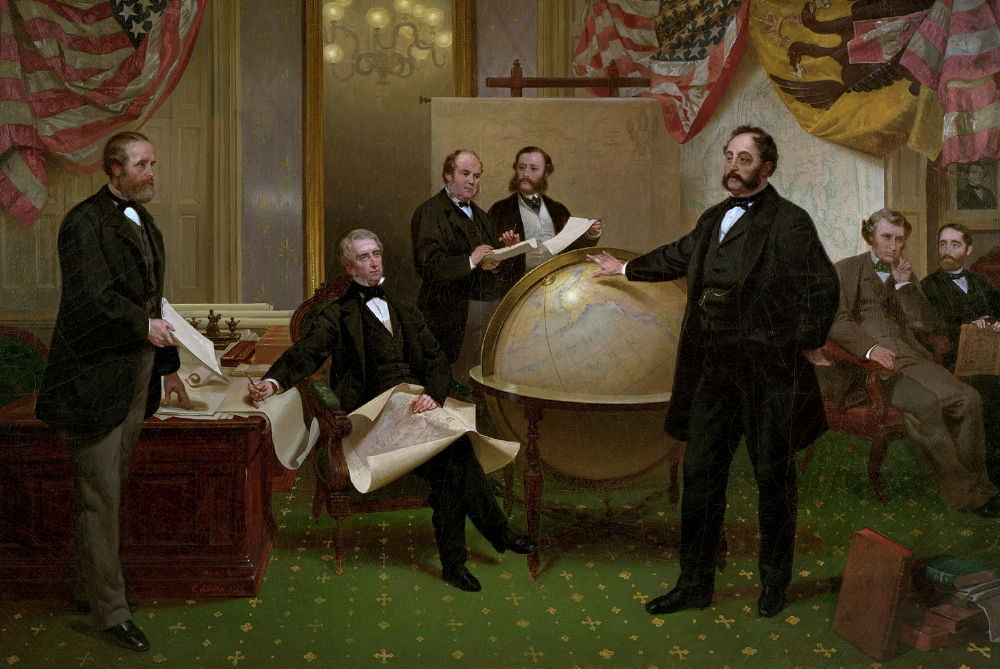
Alaskafördraget skrevs på den 30 mars 1867. Från vänster till höger: Robert S. Chew, William H. Seward, William Hunter, Bodisco, Eduard de Stoeckl, Charles Sumner och Frederick W. Seward.

Köpet kritiserades av många i det samtida USA för att "kasta bort" pengar på en avlägsen plats, och kallades "Seward's folly" ("Sewards dårskap"), "Seward's icebox" ("Sewards isskåp") och "Andrew Johnson's polar bear garden" ("Andrew Johnsons isbjörnsträdgård") 

## Ratificering och mottagande

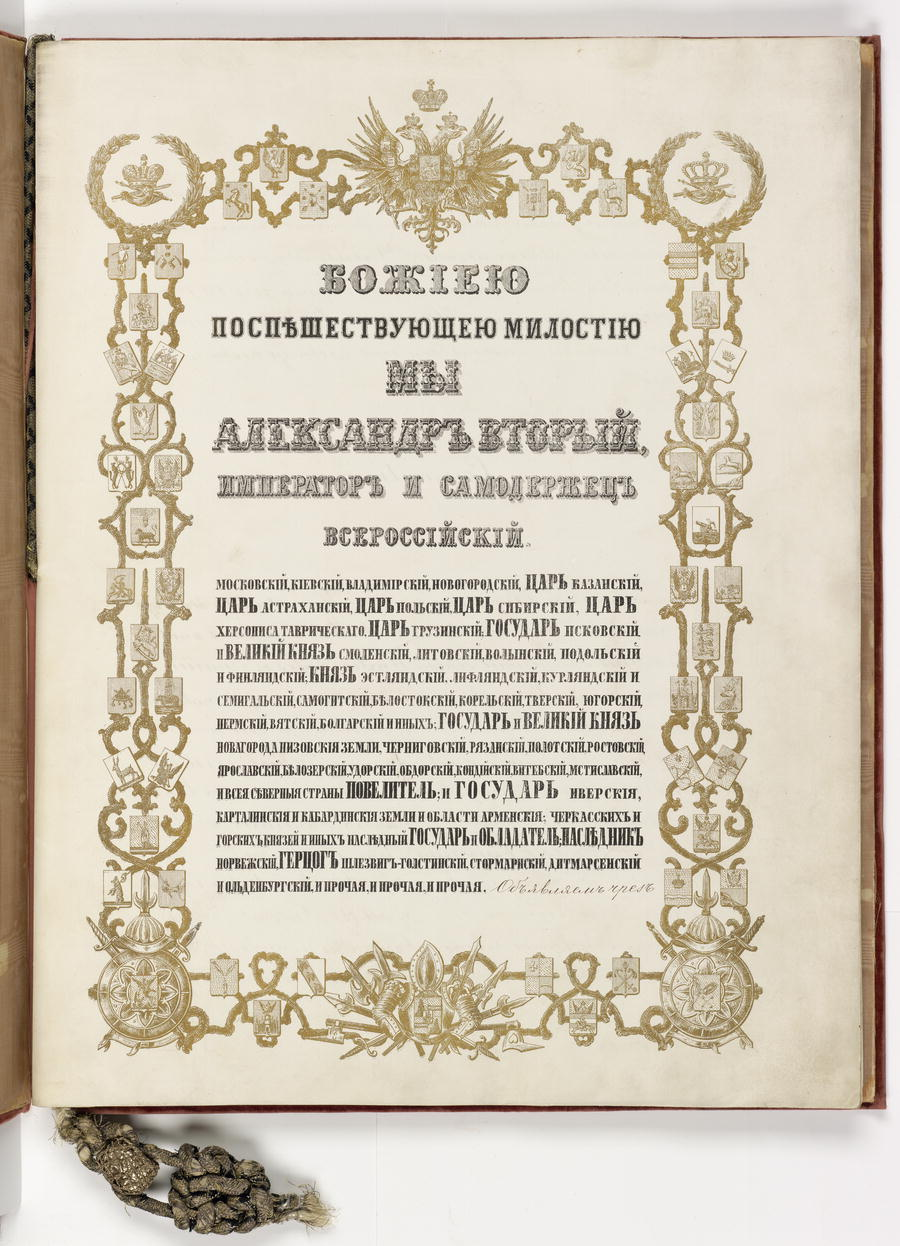
Rysslands godkännande av Alaskaköpet, 20 juni 1867.

USA:s senat godkände fördraget den 9 april 1867, med röstsiffrorna 37-2. Men pengarna för att köpa Alaska försenades i över ett år på grund av motståndet i USA:s representanthus. USA:s representanthus godkände anslagen i juli 1868, med röstsiffrorna 113-48.
Under Alaskadagen firas minnet av den formella överföringen av Alaska från Ryssland, som inträffade den 18 oktober 1867. Datumet var enligt den gregorianska kalendern och klockan var 9:01:20 bakom Greenwichtid, och trädde i kraft följande dag i Alaska, och ersatte den julianska kalendern där klockan var 14:58:40 före Greenwich. För ryssarna var datumet 7 oktober 1867.